# Pachyanthrax cunamae
Pachyanthrax cunamae är en tvåvingeart som först beskrevs av David John Greathead 1967.
Pachyanthrax cunamae ingår i släktet Pachyanthrax och familjen svävflugor. Inga underarter finns listade i Catalogue of Life.